# The Blair Witch Project
The Blair Witch Project (A Bruxa de Blair, no Brasil e O Projeto Blair Witch em Portugal) é um filme estadunidense de 1999 em forma de pseudo documentário, escrito e dirigido por Daniel Myrick e Eduardo Sánchez. Em sua terceira semana de exibição, entre 14 e 16 de agosto do ano de estreia, o filme fez sucesso nas bilheterias e atingiu um faturamento de mais de US$ 107 milhões. Alcançou os US$ 140 milhões. É um dos 100 filmes americanos de maior faturamento de todos os tempos.

## Elenco
- Heather Donahue como ela mesma.
- Michael C. Williams como ele mesmo.
- Joshua Leonard como ele mesmo.

## Produção
Os 3 atores receberam aulas de como manusear uma câmera e então foram levados para ficar oito dias na floresta privados de sono e alimento com apenas uma bússola e sem saber mesmo onde estavam. A produção estava camuflada e escondida no meio da floresta. Tudo foi feito para que o filme parecesse mais real. De dia, entre os intervalos das filmagens, eram dadas ideias de falas improvisadas. À noite, a produção os assustavam com ruídos, gritos, objetos de feitiçaria, bilhetes para semear discórdia e tudo o que pode ser visto no filme. Eles nunca sabiam o que iria acontecer e o que iriam encontrar, pois o documentário era real, falava de um assunto que talvez possa não existir, mas era real.

## Recepção
Tom Block, Culturevulture.net disse que "o filme não é tão diabólico quanto seu plano de propaganda." Rob Gonsalves do
EFilmCritic.com disse que "a nobre conversa na imprensa de ser uma nova obra-prima de horror é um absurdo." Jeffrey Overstreet disse que "eles só querem assustar-nos confundindo-nos, desorientando-nos, e jogando um truque simples em nosso ouvido interno." RL Shaffer, do IGN DVD disse que o filme tem "uma campanha de propaganda brilhante, para ter certeza, mas (...) não oferece recompensa para o público olhando para ter medo." Harvey S. Karten, do Compuserve disse que "o que temos aqui é um grupo de crianças que gritam (...) proferindo obscenidades sem um pedaço inteligente de diálogo!" Paul Tatara, do site CNN disse que as técnicas do filme "contribuem poderosamente para a sensação de que as coisas estão fora de controle, desorientadas e possivelmente sujeitas a leis não naturais."

## Sequência
Uma sequência do filme foi feita, intitulada Book of Shadows: Blair Witch 2 (em português:  Bruxa de Blair 2: O Livro das Sombras) mas não teve o mesmo sucesso que o primeiro. Um terceiro filme foi lançado em 2016, titulado Blair Witch (em português: Bruxa de Blair no Brasil e O Bosque em Portugal) mostrando James, em busca de sua irmã, Heather, que sumiu na floresta anos atrás enquanto fazia um documentário com mais dois amigos.